# 奧爾巴尼鎮區 (阿肯色州內華達縣)
奧爾巴尼鎮區（英語：Albany Township）是位於美國阿肯色州內華達縣的一個行政鎮區。

## 地方資料
奧爾巴尼鎮區的面積為154.95平方千米，當中陸地面積為154.48平方千米，而水域面積為0.47平方千米。根據2010年美國人口普查的數據，當地共有人口528人，而人口密度為每平方千米3.41人。